# Hugh de Turberville
Hugh de Turberville est un chevalier anglais mort en 1293. 

## Biographie
Hugh de Turberville fait partie de la famille Turberville de Crickhowell dans le Brecknockshire, au Pays de Galles. Hugh est vassal de Reginald FitzPiers. 
En 1271 et 1272, il exerce sur le continent la charge de sénéchal de Gascogne. 
Chevalier de la maison royale du roi Édouard Ier, il participe à ses campagnes contre le pays de Galles en 1277, puis en 1282 à la tête de huit lances de cavalerie. Il est ensuite fait chevalier banneret, commandant de 6 000 fantassins des Marches galloises. En 1283, il commande 1 000 fantassins et est élevé au grade de connétable adjoint (Deputy Constable). L'année suivante, il sert brièvement comme commandant de Castell y Bere (en) dans le Merionethshire, au pays de Galles.  
Lors de la rébellion de Rhys ap Maredudd en 1287, il participe au siège du château de Dryslwyn, puis exerce quelques mois de 1288 la charge de justicier adjoint (Deputy Justiciar) pour le nord du Pays de Galles. Il reprend le commandement de Castell y Bere, qu'il gouverne jusqu'à sa mort en 1293. 

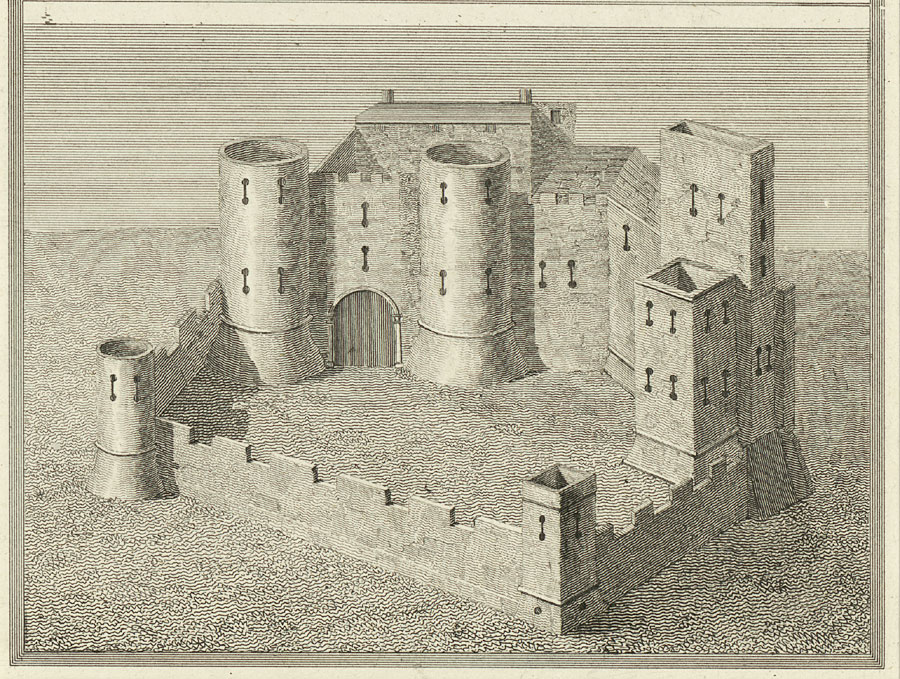
Reconstitution du château de Crickhowel, estampe de James Basire, avant 1803.

Hugh semble être le père de Thomas de Turberville, exécuté comme espion en 1295. Sa fille Sybil épouse Grimbold Paunceforte, qui hérite du château de Crickhowell.